# Колишній екс-гей
Колишні екс-геї — це ті, хто раніше брав участь у русі колишніх геїв, намагаючись змінити свою сексуальну орієнтацію на гетеросексуальну, але потім публічно заявив, що має негетеросексуальну сексуальну орієнтацію.
Організації руху колишніх геїв, такі як Exodus International, пропонують конверсійну терапію, стверджуючи, що участь ЛГБТ- людей у програмі може змінити їх сексуальну орієнтацію на гетеросексуальну. Проти цього типу програм виступають основні медичні організації в США, зокрема Національна асоціація соціальних працівників, Американська психологічна асоціація, Американська психіатрична асоціація, Американська асоціація консультантів та Американська академія педіатрії . Американська психіатрична асоціація описує конверсійну терапію як неефективну для зміни сексуальної орієнтації та шкідливу для благополуччя ЛГБТ людей. Проти цього також виступає Рада психотерапії Сполученого Королівства, яка випустила спільну брошуру з Британською психоаналітичною радою, Королівським коледжем психіатрів, Британською асоціацією консультування та психотерапії, Британським психологічним товариством, Pink Therapy, Національним товариством консультування та ЛГБТ правозахисна група Stonewall виступає проти такої практики.
Троє публічних екс-екс-геїв: Гюнтер Баум, Петерсон Тоскано та Крістін Бакке. У квітні 2007 року, Тоскано та Бакке заснували Beyond Ex-Gay, онлайн-ресурс для колишніх екс-геїв. У червні 2007 року разом із Soulforce та ЛГБТ-ресурсним центром Каліфорнійського університету Ірвін організував першу в історії конференцію екс-геїв, що пережили це.
У 1979 році співзасновник Exodus International Майкл Бассі та його партнер Гарі Купер залишили групу та разом провели церемонію посвячення. 27 червня 2007 року Бассі разом із колишніми лідерами Exodus Джеремі Марксом і Дарлін Богл принесли публічні вибачення за свою роль в Exodus. Exodus як організація розпалася 20 червня 2013 року.

## Люди, які більше не підтримують рух колишніх геїв
- Гюнтер Баум заснував міністерство колишніх екс-геїв у Німеччині. Пізніше він заснував Zwischenraum, який допомагає християнам-геям прийняти свою сексуальність і примирити її зі своїми переконаннями.
- Майкл Бассі та Гері Купер, співзасновники Exodus International, залишили організацію та в 1979 році провели церемонію посвячення. Згодом Бассі став відвертим критиком Exodus і руху колишніх геїв.[9][11] У червні 2007 року Бассі вибачився за свою участь у русі колишніх геїв.[12]
- Бен Грешам — австралієць, який пройшов три роки конверсійної терапії, починаючи з шістнадцяти років.[13] Він виступає в засобах масової інформації, зокрема в телевізійній програмі ABC The Hack Half Hour, SX News і Triple J (радіо), розповідаючи про небезпеку конверсійної терапії, і пов'язану з цим психологічну шкоду.[14] Крім того, Gresham є частиною " Freedom2b «, яка пропонує підтримку ЛГБТ-людям із церковного середовища.
- Ное Гутьєррес знявся у відео колишнього гея Уоррена Трокмортона I Do Exist у 2004 році. Це привернуло певну увагу, оскільки Гутьєррес раніше з'являвся у відео для молоді геїв, відомому як It's Elementary. Пізніше Гутьєррес покинув екс-гей-рух і написав про свій досвід.[15]
- Джон Полк, засновник колишнього гея міністерства Focus on the Family Love Won Out і колишній голова Exodus International North America, відмовився від своїх претензій на статус колишнього гея, заперечив ефективність зміни сексуальної орієнтації та вибачився за шкоду, яку він завдав, і приніс офіційні вибачення у 2013 році[16]
- Джон Смід — колишній директор Міністерства екс-геїв у Мемфісі, штат Теннессі, „Любов у дії“, на цій посаді він був провідним представником перетворення гомосексуалів на гетеросексуалів.[17] У 2011 році, через роки після того, як залишив свою посаду „Любов у дії“, він заявив, що він гомосексуал і „ніколи не зустрічав чоловіка, який пережив би зміни гомосексуала на гетеросексуала“.[18]
- Петерсон Тоскано — актор, який 17 років був залучений до екс-гей-руху. Він виступає у сатирі для одного виконавця під назвою Doin' Time in the Homo No Mo Halfway House, і разом з Крістін Бакке керує Beyond Ex-Gay, веб-сайтом підтримки людей, які пережили досвід колишніх геїв.
- Ентоні Венн-Браун — колишній австралійський євангеліст в Асамблеях Бога та автор, чия книга „Життя ненавчання“ описує його досвід участі в першій австралійській програмі для колишніх геїв.[19] Венн-Браун був співзасновником Freedom2b, який надає підтримку ЛГБТ-людям із церковного походження та тих, хто був витіснений з руху колишніх геїв.[20] У 2007 році він координував оприлюднення заяви п'яти австралійських лідерів екс-геїв, які публічно вибачилися за свої минулі дії.[21] Венн-Браун є лідером у моніторингу діяльності колишніх геїв в Австралії, Новій Зеландії та Азії та протидії „міфу про колишніх геїв“.[22]
- McKrae Game заснував Hope for Wholeness, одну з найбільших програм конверсійної терапії в Сполучених Штатах. Він визнав себе геєм у червні 2019 року, через два роки після того, як його звільнили з програми.[23][24][25]
- Девід Метісон, консультант, який керував програмою вихідних днів, запропонованою організацією конверсійної терапії Річа Вайлера Brothers on a Road Less Traveled, виступив через Facebook на початку 2019 року після того, як некомерційна ЛГБТ-організація Truth Wins Out отримала інше приватне повідомлення Вайлера у Facebook.[26]